# Гумаров, Зулкарнай
Гумаров Зулкарнай (Зулхарнай) (1909, Денгизский район Гурьевской области — 1965, Гурьев) — депутат Верховного Совета СССР 3-го созыва

## Биография
Гумаров Зулкарнай (Зулхарнай) родился в 1909 году в Денгизском районе Гурьевской области. Происходит из рода Шеркеш Младшего жуза.
1920—1929. Рабочий и рыбак на промыслах Волго-Каспийского рыбного треста Денгизского района
1929—1933. Колхозник колхоза «Тункерс», Морской сельсовет Денгизский район
Член КПСС с 1931 года
1931—1934. Член правления колхоза «Тункерс», Морской сельсовет Денгизский район
1934—1935. Окончил курсы руководителей колхозов в городе Гурьев
1933—1937. Председатель колхоза «Комсомол жолы», Денгизский район
1937—1938. Председатель колхоза «Тункерс», Денгизский район
1938. Прокурор Денгизского района, село Ганюшкино
1938—1939. Инструктор Денгизского райкома партии, село Ганюшкино
1939—1942. Председатель колхоза «Социалистик жол», аул Забурун Новобогатинского района. Депутат Новобогатинского райсовета
1942—1943. Комиссар Гурьевского рыбаксоюза
1941—1943. Председатель колхоза «Социалистик жол», аул Забурун Новобогатинского района.
1943—1946. Председатель колхоза «Жана Талап», аул Жанбай Новобогатинского района.
1946—1949. Председатель колхоза «III Интернационал», аул Жанбай Новобогатинского района
1932—1934. Член Пленума Денгизского райкома партии, 2-го созыва
1939—1948. Депутат Новобогатинского райсовета 1-го созыва
1942—1946. Член Новобогатинского райкома КПК 1-го созыва
1950—1954. Депутат Верховного Совета СССР 3-го созыва
1952. Член пленума Новобогатинского райкома КПК 6-го созыва
1954. Член пленума Новобогатинского райкома КПК 7-го созыва

## Награды
Почетная грамота Верховного Совета Казахской ССР (1944)
Медаль «За доблестный труд в Великой Отечественной войне 1941—1945» (1945)

## Память
Гумаров Зулхарнай внес большой вклад в организацию и укрепление колхозного строя в Гурьевской области. Проявил большую организаторскую способность в мобилизации трудящихся на перевыполнение производственных планов, увеличения поголовья скота, в развитие животноводства, в сборе средств в помощь Красной Армии во время Великой Отечественной войны. В память о нём были названы улицы в городе Атырау, поселке Аккистау